# فورست كلايبول
فورست كلايبول (بالإنجليزية: Forrest Claypool)‏ هو موظف مدني أمريكي، ولد في 1958 في فانداليا في الولايات المتحدة.